# Folke Sjöberg (målare)
Folke Sigvard Sjöberg, född 11 oktober 1930 i Pite-Långnäs, Piteå landsförsamling, Norrbottens län, är en svensk målare och tecknare.
Han är son till skomakarmästaren Ernst Fredrik Sjöberg och Hilda Augusta Lundström. Efter ett antal korrespondenskurser från NKI-skolan förvärvsarbetade Sjöberg som kontorist samtidigt som han studerade målning och konst för Allan Dollmén i Stockholm 1953 han fortsatte därefter sina studier i Tarragona och Palma de Mallorca där han under en period var bosatt samt med självstudier under resor till Frankrike och England. Separat ställde han bland annat ut i Digne i Frankrike, Ullånger i Ångermanland, Henley on Thames i England, Las Palmas på Kanarieöarna, Luleå, Sundsvall, Boden och Umeå. samt så gott som årligen från 1957 i Piteå. Hans konst består av porträtt och landskapsskildringar från Pitebygden samt pittoreska stads- och landskapsmotiv som turisterna ser i Medelhavsländerna. Sjöberg är representerad vid Museo Canaria på Las Palmas.